# Moiremont
Moiremont és un municipi francès, situat al departament del Marne i a la regió del Gran Est. L'any 2007 tenia 207 habitants.

## Demografia

### Població
El 2007 la població de fet de Moiremont era de 207 persones. Hi havia 80 famílies, de les quals 24 eren unipersonals (8 homes vivint sols i 16 dones vivint soles), 24 parelles sense fills, 28 parelles amb fills i 4 famílies monoparentals amb fills.
La població ha evolucionat segons el següent gràfic:
Habitants censats

### Habitatges
El 2007 hi havia 110 habitatges, 82 eren l'habitatge principal de la família, 18 eren segones residències i 11 estaven desocupats. 109 eren cases i 1 era un apartament. Dels 82 habitatges principals, 75 estaven ocupats pels seus propietaris i 7 estaven llogats i ocupats pels llogaters; 14 tenien tres cambres, 21 en tenien quatre i 47 en tenien cinc o més. 73 habitatges disposaven pel capbaix d'una plaça de pàrquing. A 27 habitatges hi havia un automòbil i a 46 n'hi havia dos o més.

### Piràmide de població
La piràmide de població per edats i sexe el 2009 era:
| Homes | Edats   | Dones |
| ----- | ------- | ----- |
| 0     | 95 o +  | 0     |
| 0     | 90 a 94 | 0     |
| 4     | 85 a 89 | 0     |
| 0     | 80 a 84 | 0     |
| 8     | 75 a 79 | 4     |
| 4     | 70 a 74 | 12    |
| 0     | 65 a 69 | 8     |
| 4     | 60 a 64 | 8     |
| 0     | 55 a 59 | 4     |
| 4     | 50 a 54 | 0     |
| 4     | 45 a 49 | 0     |
| 24    | 40 a 44 | 8     |
| 16    | 35 a 39 | 4     |
| 8     | 30 a 34 | 16    |
| 4     | 25 a 29 | 4     |
| 0     | 20 a 24 | 4     |
| 12    | 15 a 19 | 8     |
| 8     | 10 a 14 | 0     |
| 4     | 5 a 9   | 8     |
| 4     | 0 a 4   | 4     |

## Economia
El 2007 la població en edat de treballar era de 125 persones, 101 eren actives i 24 eren inactives. De les 101 persones actives 97 estaven ocupades (49 homes i 48 dones) i 4 estaven aturades (2 homes i 2 dones). De les 24 persones inactives 12 estaven jubilades, 8 estaven estudiant i 4 estaven classificades com a «altres inactius».

### Ingressos
El 2009 a Moiremont hi havia 84 unitats fiscals que integraven 211 persones, la mediana anual d'ingressos fiscals per persona era de 18.875 €.

### Activitats econòmiques
Dels 6 establiments que hi havia el 2007, 3 eren d'empreses de construcció, 1 d'una empresa de comerç i reparació d'automòbils, 1 d'una empresa d'hostatgeria i restauració i 1 d'una entitat de l'administració pública.
Dels 3 establiments de servei als particulars que hi havia el 2009, 2 eren lampisteries i 1 empresa de construcció.
L'any 2000 a Moiremont hi havia 7 explotacions agrícoles que ocupaven un total de 438 hectàrees.

## Poblacions més properes
El següent diagrama mostra les poblacions més properes.